# Legendary Entertainment
Legendary Entertainment, Legendary Pictures o simplement Legendary és una empresa estatunidenca de producció cinematogràfica situada a Burbank, Califòrnia. Fundada per Thomas Tull l'any 2000 i que el 2005 va signar un contracte per a coproduir i cofinançar pel·lícules amb Warner Bros. El primer llargmetratge de Legendary Pictures amb Warner Bros va ser la pel·lícula de superherois, Batman Begins, seguida després per una altra adaptació, Superman Returns.
A causa de la finalització d'aquest contracte, Legendary va començar un de similar amb Universal Studios. L'any 2016 va ser comprada totalment per una empresa xinesa dita Wanda Group. Actualment manté un contracte de Coproducció amb els estudis de Warner Bros i Universal Studios, amb el primer creant el Monstrevers de Legendary.

## Filmografia

### Estrenades
| Any                             | Títol                      | Director | Companyia co-productora                                                                               | Distribuïdor             | Recaptació en taquilla | Ref.   |
| ------------------------------- | -------------------------- | --- | --- | ------------------------ | ---------------------- | ------ |
| 2005                            | Batman Begins              | Christopher Nolan | Syncopy                                                                                               | Warner Bros.             | $374,218,673           | [ 1 ]  |
| 2006                            | Superman Returns           | Bryan Singer | Peters Entertainment / Bad Hat Harry                                                                  | Warner Bros.             | $391,081,192           | [ 2 ]  |
| 2006                            | Lady in the Water          | M. Night Shyamalan | Blinding Edge Pictures                                                                                | Warner Bros.             | $72,785,169            | [ 3 ]  |
| 2006                            | The Ant Bully              | John A. Davis | Playtone / DNA Productions                                                                            | Warner Bros.             | $55,181,129            | [ 4 ]  |
| 2006                            | Beerfest                   | Jay Chandrasekhar | Gerber Pictures / Cataland Films / Broken Lizard                                                      | Warner Bros.             | $20,387,597            | [ 5 ]  |
| 2006                            | We Are Marshall            | McG | Thunder Road Pictures / Wonderland Sound and Vision                                                   | Warner Bros.             | $43,545,364            | [ 6 ]  |
| 2007                            | 300                        | Zack Snyder | Virtual Studios                                                                                       | Warner Bros.             | $456,068,181           | [ 7 ]  |
| 2008                            | 10000 aC                   | Roland Emmerich | Centropolis                                                                                           | Warner Bros.             | $269,784,201           | [ 8 ]  |
| 2008                            | The Dark Knight            | Christopher Nolan | Syncopy                                                                                               | Warner Bros.             | $1,004,558,444         | [ 9 ]  |
| 2009                            | Watchmen                   | Zack Snyder | Lawrence Gordon Productions                                                                           | Warner Bros. / Paramount | $185,258,983           | [ 10 ] |
| 2009                            | Observe and Report         | Jody Hill | DeLine Pictures                                                                                       | Warner Bros.             | $26,973,554            | [ 11 ] |
| 2009                            | The Hangover               | Todd Phillips | Green Hat Films                                                                                       | Warner Bros.             | $467,483,912           | [ 12 ] |
| 2009                            | Trick 'r Treat             | Michael Dougherty | Bad Hat Harry                                                                                         | Warner Premiere          | —                      | [ 13 ] |
| 2009                            | Allà on viuen els monstres | Spike Jonze | Playtone / Village Roadshow Pictures                                                                  | Warner Bros.             | $100,086,793           | [ 14 ] |
| 2009                            | Ninja Assassin             | James McTeigue | Dark Castle Entertainment / Silver Pictures / Anarchos Productions                                    | Warner Bros.             | $61,601,280            | [ 15 ] |
| 2010                            | Lluita de titans           | Louis Leterrier | Thunder Road Pictures / The Zanuck Company                                                            | Warner Bros.             | $493,214,993           | [ 16 ] |
| 2010                            | Jonah Hex                  | Jimmy Hayward | Mad Chance / Weed Road Pictures                                                                       | Warner Bros.             | $10,903,312            | [ 17 ] |
| 2010                            | Inception                  | Christopher Nolan | Syncopy                                                                                               | Warner Bros.             | $825,532,764           | [ 18 ] |
| 2010                            | The Town                   | Ben Affleck | GK Films / Thunder Road Pictures                                                                      | Warner Bros.             | $154,026,136           | [ 19 ] |
| 2010                            | Due Date                   | Todd Phillips | Green Hat Films                                                                                       | Warner Bros.             | $211,780,824           | [ 20 ] |
| 2011                            | Sucker Punch               | Zack Snyder | Cruel and Unusual Films                                                                               | Warner Bros.             | $89,792,502            | [ 21 ] |
| 2011                            | The Hangover Part II       | Todd Phillips | Green Hat Films                                                                                       | Warner Bros.             | $586,764,305           | [ 22 ] |
| 2012                            | Wrath of the Titans        | Jonathan Liebesman | Thunder Road Pictures                                                                                 | Warner Bros.             | $305,270,083           | [ 23 ] |
| 2012                            | The Dark Knight Rises      | Christopher Nolan | Syncopy                                                                                               | Warner Bros.             | $1,084,439,099         | [ 24 ] |
| 2013                            | Jack the Giant Slayer      | Bryan Singer | New Line Cinema / Original Film / Big Kid Pictures / Bad Hat Harry                                    | Warner Bros.             | $197,687,603           | [ 25 ] |
| 2013                            | 42                         | Brian Helgeland | — | Warner Bros.             | $97,470,701            | [ 26 ] |
| 2013                            | The Hangover Part III      | Todd Phillips | Green Hat Films                                                                                       | Warner Bros.             | $362,000,072           | [ 27 ] |
| 2013                            | L'home d'acer              | Zack Snyder | Syncopy                                                                                               | Warner Bros.             | $668,045,518           | [ 28 ] |
| 2013                            | Pacific Rim                | Guillermo del Toro | DDY                                                                                                   | Warner Bros.             | $411,002,906           | [ 29 ] |
| 2014                            | 300: Rise of an Empire     | Noam Murro | Cruel and Unusual Films / Atmosphere Pictures / Hollywood Gang                                        | Warner Bros.             | $330,669,117           | [ 30 ] |
| 2014                            | Godzilla                   | Gareth Edwards | — | Warner Bros. / Toho      | $196,588,384           | [ 31 ] |
| TOTAL:                          | TOTAL:                     | TOTAL: | TOTAL:                                                                                                | TOTAL:                   | $9,554,202,791         | —      |
| 2014                            | As Above, So Below         | John Erick Dowdle | — | Universal Pictures       | —                      |        |
| 2014                            | Dracula Untold             | Gary Shore | Michael De Luca Productions                                                                           | Universal Pictures       | $215 millones          |        |
| 2014                            | Interstellar               | Christopher Nolan | Syncopy Films / Lynda Obst Productions                                                                | Warner Bros. / Paramount | $675,020,017           |        |
| 2014                            | Unbroken                   | Angelina Jolie | — | Universal Pictures       | $149,874,000           |        |
| 2015                            | Jurassic World             | Colin Trevorrow | Amblin Entertainment                                                                                  | Universal Pictures       | $1,671,713,208         |        |
| 2015                            | Steve Jobs                 | Danny Boyle | Scott Rudin Productions / Mark Gordon Company / Entertainment 360 / Decibel Films / Cloud Eight Films | UIP Duna                 | $32,9 millones         |        |
| 2015                            | Straight Outta Compton     | F. Gary Gray | New Line Cinema / Cube Vision / Crucial Films / Broken Chair Flickz                                   | Universal Pictures       | $201,6 millones        |        |
| 2015                            | Crimson Peak               | Guillermo del Toro | DDY                                                                                                   | Universal Pictures       | $73,500,000            |        |
| 2015                            | Krampus                    | Michael Dougherty | Universal Pictures                                                                                    | Universal Pictures       | $96.733.370            |        |
| 2016                            | Warcraft                   | Duncan Jones | Atlas Entertainment / Blizzard Entertainment                                                          | Universal Pictures       | $433,537,548           |        |
| 2016                            | La Gran Muralla            | Zhang Yimou | Le Vision Pictures / Atlas Entertainment / China Film Group                                           | Universal Pictures       | $330,431,600           |        |
| 2017                            | Kong: Skull Island         | Jordan Vogt-Roberts | Tencent Pictures                                                                                      | Warner Bros.             | $566,152,812           |        |
| 2018                            |                            | | |                          |                        |        |
| Pacific Rim: Uprising           | Steven S. DeKnight         | DDY | Universal                                                                                             | $232,101,980             | [ 32 ]                 |        |
| Jurassic World: El regne caigut | J. A. Bayona               | Amblin Entertainment / Perfect World Pictures                                                                             | Universal                                                                                             | $1,295,525,720           | [ 33 ]                 |        |
| Skyscraper                      | Rawson Marshall Thurber    | Flynn Picture Company / Seven Bucks Productions                                                                           | Universal                                                                                             | $304,868,961             | [ 34 ]                 |        |
| Mamma Mia! Here We Go Again     | Ol Parker                  | Littlestar / Playtone / Perfect World Pictures                                                                            | Universal                                                                                             | $393,500,000             | [ 35 ]                 |        |
| BlacKkKlansman                  | Spike Lee                  | Blumhouse Productions / Monkeypaw Productions / 40 Acres and a Mule Filmworks / QC Entertainment / Perfect World Pictures | Focus / Universal                                                                                     | $90,895,952              | [ 36 ]                 |        |
| 2019                            |                            | | |                          |                        |        |
| Little                          | Tina Gordon Chism          | Will Packer Productions / Perfect World Pictures                                                                          | Universal                                                                                             | $48 milions              |                        |        |
| Pokémon Detective Pikachu       | Rob Letterman              | The Pokémon Company | Warner Bros. / Toho                                                                                   | $425 milions             |                        |        |
| Godzilla: King of the Monsters  | Michael Dougherty          | Huahua Media | Warner Bros. / Toho                                                                                   | $366 milions             |                        |        |
| Box office total:               | Box office total:          | Box office total: | Box office total:                                                                                     | Box office total:        | $13,499,443,406        | —      |

### Pel·lícules vinents
| Any  | Títol             | Director                | Distribuïdor(s) | Ref.   |
| ---- | ----------------- | ----------------------- | --------------- | ------ |
| 2020 | Godzilla vs. Kong | Adam Wingard            | Warner Bros.    | [ 37 ] |
| 2020 | Dune              | Denis Villeneuve        | Warner Bros.    | [ 38 ] |
| 2020 | Red Notice        | Rawson Marshall Thurber | Netflix         |        |
| 2021 | Jurassic World 3  | Colin Trevorrow         | Universal       |        |
| N/S  | Enola Holmes      | Harry Bradbeer          | Universal       | [ 39 ] |